# Гукалівці (гміна)
Гміна Гукалівці  (пол. Gmina Hukałowce) — колишня сільська гміна у Зборівському повіті Тернопільського воєводства Другої Речі Посполитої. Адміністративним центром гміни було село Гукалівці.
Гміна утворена 1 серпня 1934 року на підставі нового закону про самоуправління (23 березня 1933 року).
Площа гміни — 104,78 км²
Кількість житлових будинків — 1650
Кількість мешканців — 8384
Гміну створено на основі попередніх гмін: Гукалівці, Гарбузів, Гнидава, Івачів, Ярославичі, Манаїв, Нище, Вовчківці, Перепельники.